# Guillem I de Besalú
Guillem I de Besalú, dit el Gras (? - 1052), fou comte de Besalú i de Ripoll (1020-1052). Conegut amb el sobrenom del Gras, sota la seva influència va començar a disminuir la influència del comtat de Besalú.

## Orígens familiars
Fill del comte Bernat Tallaferro i la seva muller, Toda de Provença, heretà els comtats de Besalú i de Ripoll a la mort del seu pare l'any 1020. En documents anteriors a la mort de Bernat I, com la donació d'una propietat a l'església de Santa Maria del Castell de Besalú el 1018, apareix el nom del fill conjuntament amb el del pare, indicant que ja exercia certes funcions comtals.

## Vida política
Guillem I va ser el principal promotor en la construcció del castell de Besalú, que el convertí en un palau (cap al 1029). 
El 1023, tingué divergències amb el seu parent Berenguer Ramon I de Barcelona i també amb Hug I d'Empúries, que foren resoltes per la intervenció de l'abat bisbe Oliba. 

## Conflictes amb l'Església
Guillem I va ser un comte que va governar sense escrúpols i va tenir diferents conflictes amb l'Església. Tot i això, va assistir a la consagració del monestir de Sant Pere de Rodes el 1022 i a la quarta consagració del monestir de Ripoll el 1032, i va realitzar moltes donacions a esglésies del seu comtat. Fou excomunicat per haver donat el monestir de Sant Martí de Les al seu germà Guifré, bisbe de Carcassona. Hom li aixecà l'excomunió el 1041 i reedificà la seva església, que fou consagrada el 1045, amb assistència del bisbe Oliba de Vic i dels bisbes d'Elna, Carcassona, Besiers, Urgell, Girona i Coserans. La primavera de l'any 1043 es va convocar una assemblea conciliar a Narbona per tal de castigar la depredació feta per Guillem i altres senyors feudals dels béns que el monestir de Cuixà tenia en els comtats de Fenollet i de Rosselló, i que feien infructuós el domini del monestir. En el concili participaren els bisbes Pere de Girona, Guifré de Carcassona, Guislabert de Barcelona, Guillem d'Urgell, Bernat de Coserans, Bernat de Besiers, Oliva d'Osona i el metropolità, l'arquebisbe Guifré. La reunió va decretar l'excomunió dels culpables amb excepció del comte Guillem de Besalú, del seu fill, i del comte Ramon de Cerdanya, amb els seus germans i fills, car se'ls va considerar indignes d'aquest càstig per tal com sempre havien estat patrons i defensors del mateix cenobi.

## Núpcies i descendents
Es casà el 1020 amb Adelaida de Provença, amb la qual va tenir dos fills:
- Guillem II de Besalú (?-1066), comte de Besalú i de Ripoll.
- Bernat II de Besalú (?-1100), comte de Besalú i de Ripoll.